# Synema nigrotibiale
Synema nigrotibiale är en spindelart som beskrevs av Roger de Lessert 1919. Synema nigrotibiale ingår i släktet Synema och familjen krabbspindlar. Inga underarter finns listade i Catalogue of Life.